# Fearless (Taylor-Swift-Album)
Fearless (englisch für „furchtlos“) ist das zweite Studioalbum der US-amerikanischen Sängerin Taylor Swift. Es erschien in den Vereinigten Staaten am 8. November 2008 über das Label Big Machine Records. In Deutschland wurde es am 15. Mai 2009 veröffentlicht. Am 26. Oktober 2009 erschien zudem eine Platinum-Edition des Albums. Am 9. April 2021 veröffentlichte Taylor Swift eine Neueinspielung des Albums als Fearless (Taylor’s Version).

## Produktion
Bei dem Album fungierte Scott Borchetta als Executive Producer. Alle Lieder wurden von dem Musikproduzent Nathan Chapman und Taylor Swift produziert.

## Covergestaltung
Das Albumcover der US-amerikanischen Version zeigt Taylor Swift, die die Augen geschlossen hat und den Kopf zur Seite dreht, während ihre Haare durch die Luft wirbeln. Im unteren Teil des Bildes befinden sich die Schriftzüge Taylor Swift in Gold und Fearless in Weiß. Der Hintergrund ist ebenfalls weiß gehalten. Die Platinum-Edition ziert das gleiche Motiv, jedoch ist hier der Hintergrund schwarz und die Schriftzüge sind silber bzw. weiß, mit dem Zusatz Platinum Edition. Auf dem Cover der internationalen Version blickt Taylor Swift den Betrachter an und der Hintergrund ist in Grau gehalten. Die weißen Schriftzüge Taylor Swift und Fearless stehen unten im Bild.

## Gastbeiträge
Der einzige Gastauftritt des Albums stammt von der Sängerin Colbie Caillat, die im Lied Breathe zu hören ist.

## Titellisten
| #  | Titel               | Gastmusiker    | Länge |
| -- | ------------------- | -------------- | ----- |
| 1  | Fearless            |                | 4:02  |
| 2  | Fifteen             |                | 4:55  |
| 3  | Love Story          |                | 3:56  |
| 4  | Hey Stephen         |                | 4:16  |
| 5  | White Horse         |                | 3:55  |
| 6  | You Belong with Me  |                | 3:52  |
| 7  | Breathe             | Colbie Caillat | 4:24  |
| 8  | Tell Me Why         |                | 3:21  |
| 9  | You’re Not Sorry    |                | 4:22  |
| 10 | The Way I Loved You |                | 4:05  |
| 11 | Forever & Always    |                | 3:46  |
| 12 | The Best Day        |                | 4:06  |
| 13 | Change              |                | 4:40  |

| #  | Titel                  | Gastmusiker | Länge |
| -- | ---------------------- | ----------- | ----- |
| 14 | Our Song               |             | 3:21  |
| 15 | Teardrops on My Guitar |             | 3:14  |
| 16 | Should’ve Said No      |             | 4:05  |

| #  | Titel                            | Gastmusiker    | Länge |
| -- | -------------------------------- | -------------- | ----- |
| 1  | Jump Then Fall                   |                | 3:56  |
| 2  | Untouchable                      |                | 5:11  |
| 3  | Forever & Always (Piano Version) |                | 4:27  |
| 4  | Come in with the Rain            |                | 3:58  |
| 5  | Superstar                        |                | 4:21  |
| 6  | The Other Side of the Door       |                | 3:57  |
| 7  | Fearless                         |                | 4:02  |
| 8  | Fifteen                          |                | 4:55  |
| 9  | Love Story                       |                | 3:56  |
| 10 | Hey Stephen                      |                | 4:16  |
| 11 | White Horse                      |                | 3:55  |
| 12 | You Belong with Me               |                | 3:52  |
| 13 | Breathe                          | Colbie Caillat | 4:24  |
| 14 | Tell Me Why                      |                | 3:21  |
| 15 | You’re Not Sorry                 |                | 4:22  |
| 16 | The Way I Loved You              |                | 4:05  |
| 17 | Forever & Always                 |                | 3:46  |
| 18 | The Best Day                     |                | 4:06  |
| 19 | Change                           |                | 4:40  |

| #  | Titel                                            | Länge |
| -- | ------------------------------------------------ | ----- |
| 1  | Change (Music Video)                             | 3:47  |
| 2  | The Best Day (Music Video)                       | 4:34  |
| 3  | Love Story (Music Video)                         | 3:54  |
| 4  | White Horse (Music Video)                        | 4:03  |
| 5  | You Belong with Me (Music Video)                 | 4:37  |
| 6  | Love Story (On the Set)                          | 22:00 |
| 7  | White Horse (On the Set)                         | 22:00 |
| 8  | You Belong with Me (On the Set)                  | 20:45 |
| 9  | Fearless Tour 2009 Photo Gallery                 |       |
| 10 | Fearless Tour 2009 First Show Behind the Scenes! | 10:41 |
| 11 | CMT Awards „Thug Story“                          | 1:26  |

## Rezeption
| Professionelle Bewertungen | Professionelle Bewertungen |
| -------------------------- | -------------------------- |
| Durchschnittsbewertung     |                            |
| Quelle                     | Bewertung                  |
| Metacritic                 | 73 %                       |
| Weitere Bewertungen        |                            |
| Quelle                     | Bewertung                  |
| laut.de                    | [ 6 ]                      |
| Rolling Stone              | [ 7 ]                      |
| allmusic                   | [ 8 ]                      |

Bei den Grammy Awards 2010 wurde Fearless als Album des Jahres sowie als Bestes Countryalbum ausgezeichnet. Zudem erhielt das Lied White Horse die Preise in den Kategorien Beste weibliche Gesangsdarbietung – Country und Bester Countrysong.

## Kommerzieller Erfolg

### Chartplatzierungen
Fearless stieg am 29. November 2008 auf Platz 1 in die US-amerikanischen Albumcharts ein und konnte sich insgesamt 261 Wochen in den Top 200 halten. In Deutschland erreichte das Album Rang 12 und hielt sich zwölf Wochen in den Top 100. Nach Neuveröffentlichung im April 2021 belegte es Position 2 und konnte sich vier Wochen in den Charts halten.
Fünf Lieder des Albums wurden als Singles veröffentlicht, wovon lediglich die erste Auskopplung Love Story in die deutschen Charts einstieg und Platz 22 erreichte. Die anderen Singles White Horse, You Belong with Me, Fifteen und Fearless erreichten alle hohe Platzierungen in den US-amerikanischen Charts und wurden dort mindestens mit einer Platin-Schallplatte für jeweils mehr als eine Million verkaufte Exemplare ausgezeichnet. Außerdem platzierten sich fast alle Songs des Albums aufgrund hoher Einzeldownloads in den Charts der Vereinigten Staaten.

#### Album
| ChartsChartplatzierungen       | Höchstplatzierung | Wochen |
| ------------------------------ | ----------------- | ------ |
| Deutschland (GfK)              | 2 (26 Wo.)        | 26     |
| Österreich (Ö3)                | 2 (20 Wo.)        | 20     |
| Schweiz (IFPI)                 | 3 (16 Wo.)        | 16     |
| Vereinigte Staaten (Billboard) | 1 (261 Wo.)       | 261    |
| Vereinigtes Königreich (OCC)   | 5 (64 Wo.)        | 64     |

| ChartsJahrescharts (2008)      | Platzierung |
| ------------------------------ | ----------- |
| Vereinigte Staaten (Billboard) | 66          |

| ChartsJahrescharts (2009)      | Platzierung |
| ------------------------------ | ----------- |
| Vereinigte Staaten (Billboard) | 1           |
| Vereinigtes Königreich (OCC)   | 46          |

| ChartsJahrescharts (2010)      | Platzierung |
| ------------------------------ | ----------- |
| Vereinigte Staaten (Billboard) | 7           |

| ChartsJahrescharts (2011)      | Platzierung |
| ------------------------------ | ----------- |
| Vereinigte Staaten (Billboard) | 88          |

| ChartsJahrescharts (2012)      | Platzierung |
| ------------------------------ | ----------- |
| Vereinigte Staaten (Billboard) | 126         |

| ChartsJahrescharts (2022)      | Platzierung |
| ------------------------------ | ----------- |
| Vereinigte Staaten (Billboard) | 126         |

| ChartsJahrescharts (2023)      | Platzierung |
| ------------------------------ | ----------- |
| Vereinigte Staaten (Billboard) | 43          |

#### Singles
| Jahr | Titel                      | Höchstplatzierung, Gesamtwochen, AuszeichnungChartplatzierungen (Jahr, Titel, , Platzierungen, Wochen, Auszeichnungen, Anmerkungen) | Höchstplatzierung, Gesamtwochen, AuszeichnungChartplatzierungen (Jahr, Titel, , Platzierungen, Wochen, Auszeichnungen, Anmerkungen) | Höchstplatzierung, Gesamtwochen, AuszeichnungChartplatzierungen (Jahr, Titel, , Platzierungen, Wochen, Auszeichnungen, Anmerkungen) | Höchstplatzierung, Gesamtwochen, AuszeichnungChartplatzierungen (Jahr, Titel, , Platzierungen, Wochen, Auszeichnungen, Anmerkungen) | Höchstplatzierung, Gesamtwochen, AuszeichnungChartplatzierungen (Jahr, Titel, , Platzierungen, Wochen, Auszeichnungen, Anmerkungen) | Anmerkungen                                                                       |
| Jahr | Titel                      | DE | AT | CH | UK | US | Anmerkungen                                                                       |
| --- | -------------------------- | --- | --- | --- | --- | --- | --------------------------------------------------------------------------------- |
| 2008 | Love Story                 | DE22 Platin · (10 Wo.)DE | AT30 Platin · (9 Wo.)AT | CH50 (18 Wo.)CH | UK2 ×3Dreifachplatin · (44 Wo.)UK                                                                                                   | US4 ×8Achtfachplatin + Platin (Mastertone) · (49 Wo.)US                                                                             | Erstveröffentlichung: 12. September 2008 Verkäufe: + 12.946.684                   |
| 2008 | White Horse                | — | — | — | UK60 (2 Wo.)UK | US13 ×2Doppelplatin · (22 Wo.)US | Erstveröffentlichung: 7. Dezember 2008 Verkäufe: + 2.110.000                      |
| 2009 | You Belong with Me         | — | — | CH58 (7 Wo.)CH | UK30 Platin · (16 Wo.)UK | US2 ×7Siebenfachplatin · (50 Wo.)US                                                                                                 | Erstveröffentlichung: 18. April 2009 Verkäufe: + 8.895.000                        |
| 2009 | Fifteen                    | — | — | — | — | US23 ×2Doppelplatin · (21 Wo.)US | Erstveröffentlichung: 30. August 2009 Verkäufe: + 2.110.000                       |
| 2010 | Fearless                   | — | — | — | — | US9 Platin · (15 Wo.)US | Erstveröffentlichung: 3. Januar 2010 Verkäufe: + 1.070.000                        |
| Folgende Lieder erschienen nicht als Single, wurden aber durch das Album zum Download und Streaming bereitgestellt und konnten somit eine Platzierung erlangen: |                            | | | | | |                                                                                   |
| |                            | | | | | |                                                                                   |
| 2008 | You’re Not Sorry           | — | — | — | — | US11 Platin · (5 Wo.)US | Erstveröffentlichung: 28. Oktober 2008 Verkäufe: + 1.000.000                      |
| 2008 | Hey Stephen                | — | — | — | — | US94 Gold · (1 Wo.)US | Erstveröffentlichung: 11. November 2008 Verkäufe: + 500.000                       |
| 2008 | Breathe                    | — | — | — | — | US87 Gold · (1 Wo.)US | Erstveröffentlichung: 11. November 2008 Verkäufe: + 535.000; feat. Colbie Caillat |
| 2008 | The Way I Loved You        | — | — | — | — | US72 (1 Wo.)US | Erstveröffentlichung: 11. November 2008 Verkäufe: + 500.000                       |
| 2008 | Forever & Always           | — | — | — | — | US34 Platin · (3 Wo.)US | Erstveröffentlichung: 11. November 2008 Verkäufe: + 1.035.000                     |
| 2009 | Come in with the Rain      | — | — | — | — | US30 (1 Wo.)US | Erstveröffentlichung: 26. Oktober 2009                                            |
| 2009 | Superstar                  | — | — | — | — | US26 (1 Wo.)US | Erstveröffentlichung: 26. Oktober 2009                                            |
| 2009 | The Other Side of the Door | — | — | — | — | US23 (2 Wo.)US | Erstveröffentlichung: 26. Oktober 2009                                            |
| 2009 | Untouchable                | — | — | — | — | US19 (2 Wo.)US | Erstveröffentlichung: 26. Oktober 2009                                            |
| 2009 | Jump Then Fall             | — | — | — | — | US10 Gold · (3 Wo.)US | Erstveröffentlichung: 26. Oktober 2009 Verkäufe: + 500.000                        |

### Auszeichnungen für Musikverkäufe
Fearless wurde in den Vereinigten Staaten für über zehn Millionen verkaufte Exemplare im Jahr 2017 mit einer Diamant-Schallplatte ausgezeichnet, womit es das meistverkaufte Album der Sängerin in ihrem Heimatland ist. Außerdem erhielt es in Deutschland und Österreich eine Goldene Schallplatte sowie im Vereinigten Königreich eine doppelte Platin-Schallplatte. Mit mehr als 3,2 Millionen verkauften Einheiten war es das kommerziell erfolgreichste Album des Jahres 2009 in den USA. Die weltweiten Verkaufszahlen belaufen sich auf über zwölf Millionen, womit es zu den erfolgreichsten Countryalben der Geschichte gehört.
| Land/Region                  | Auszeichnungen für Musikverkäufe (Land/Region, Auszeichnung, Verkäufe) | Verkäufe   |
| ---------------------------- | ---------------------------------------------------------------------- | ---------- |
| Australien (ARIA)            | 8× Platin                                                              | 560.000    |
| Dänemark (IFPI)              | Platin                                                                 | 20.000     |
| Deutschland (BVMI)           | Gold                                                                   | 100.000    |
| Golf-Kooperationsrat (IFPI)  | Gold                                                                   | 3.000      |
| Hongkong (IFPI/HKRIA)        | Gold                                                                   | 7.500      |
| Indonesien (ASIRI)           | Platin                                                                 | 40.000     |
| Irland (IRMA)                | 2× Platin                                                              | 30.000     |
| Japan (RIAJ)                 | Gold                                                                   | 100.000    |
| Kanada (MC)                  | 4× Platin                                                              | 400.000    |
| Malaysia (RIM)               | Platin                                                                 | 15.000     |
| Neuseeland (RMNZ)            | 6× Platin                                                              | 90.000     |
| Norwegen (IFPI)              | Gold                                                                   | 15.000     |
| Österreich (IFPI)            | Gold                                                                   | 15.000     |
| Philippinen (PARI)           | 9× Platin                                                              | 135.000    |
| Polen (ZPAV)                 | Gold                                                                   | 10.000     |
| Schweiz (IFPI)               | Gold                                                                   | 10.000     |
| Singapur (RIAS)              | 2× Platin                                                              | 20.000     |
| Südafrika (RISA)             | Gold                                                                   | 20.000     |
| Taiwan (RIT)                 | Platin                                                                 | 10.000     |
| Vereinigte Staaten (RIAA)    | Diamant                                                                | 10.000.000 |
| Vereinigtes Königreich (BPI) | 2× Platin                                                              | 704.000    |
| Insgesamt                    | 9× Gold · 37× Platin · 1× Diamant ·                                    | 12.304.500 |

Hauptartikel: Taylor Swift/Auszeichnungen für Musikverkäufe/Alben

## Fearless (Taylor’s Version)
Im April 2021 veröffentlichte Taylor Swift eine Neueinspielung des Albums Fearless als Fearless (Taylor’s Version). Auf diese Weise wollte sie die kommerzielle Verfügungsgewalt über ihre Kompositionen zurückgewinnen, die von ihrem damaligen Label Big Machine Records verkauft worden waren. Die „perfekt wirkende Eins-zu-eins-Kopie“ bezeichnet Andreas Borcholte im Spiegel als einen „Akt der künstlerischen Selbstermächtigung.“

### Chartplatzierungen
| ChartsChartplatzierungen       | Höchstplatzierung | Wochen |
| ------------------------------ | ----------------- | ------ |
| Deutschland (GfK)              | 45 (4 Wo.)        | 4      |
| Österreich (Ö3)                | 15 (5 Wo.)        | 5      |
| Vereinigte Staaten (Billboard) | 1 (164 Wo.)       | 164    |
| Vereinigtes Königreich (OCC)   | 1 (39 Wo.)        | 39     |

| ChartsJahrescharts (2021)      | Platzierung |
| ------------------------------ | ----------- |
| Vereinigte Staaten (Billboard) | 33          |
| Vereinigtes Königreich (OCC)   | 92          |

| ChartsJahrescharts (2022)      | Platzierung |
| ------------------------------ | ----------- |
| Vereinigte Staaten (Billboard) | 126         |

| ChartsJahrescharts (2023)      | Platzierung |
| ------------------------------ | ----------- |
| Vereinigte Staaten (Billboard) | 43          |

| ChartsJahrescharts (2024)      | Platzierung |
| ------------------------------ | ----------- |
| Vereinigte Staaten (Billboard) | 81          |

### Auszeichnungen für Musikverkäufe
| Land/Region                  | Auszeichnungen für Musikverkäufe (Land/Region, Auszeichnung, Verkäufe) | Verkäufe  |
| ---------------------------- | ---------------------------------------------------------------------- | --------- |
| Australien (ARIA)            | Platin                                                                 | 70.000    |
| Dänemark (IFPI)              | Gold                                                                   | 10.000    |
| Frankreich (SNEP)            | Gold                                                                   | 50.000    |
| Kanada (MC)                  | 2× Platin                                                              | 160.000   |
| Neuseeland (RMNZ)            | 2× Platin                                                              | 30.000    |
| Polen (ZPAV)                 | Gold                                                                   | 10.000    |
| Vereinigte Staaten (RIAA)    | —                                                                      | 1.000.000 |
| Vereinigtes Königreich (BPI) | Gold                                                                   | 149.000   |
| Insgesamt                    | 4× Gold · 5× Platin ·                                                  | 1.474.000 |

Hauptartikel: Taylor Swift/Auszeichnungen für Musikverkäufe/Alben